# The Security of Illusion
The Security of Illusion è il nono album in studio del gruppo rock canadese Saga, pubblicato nel 1993.

## Tracce
1. Entracte (Instrumental) – 0:58
2. Mind Over Matter – 4:35
3. Once Is Never Enough – 6:04
4. Alone Again Tonight – 4:14
5. I'll Leave It In Your Hands – 4:38
6. The Security of Illusion – 5:40
7. Stand Up – 4:12
8. Days Like These – 4:48
9. Voila! (Instrumental) – 1:42
10. No Man's Land – 5:20
11. Without You – 6:10

## Formazione
- Michael Sadler - voce
- Ian Crichton - chitarra
- Jim Gilmour - tastiera
- Jim Crichton - basso
- Steve Negus - batteria, percussioni